# Parc national d'Andohahela
Le parc national d’Andohahela est un parc national situé dans l’extrême sud-est de Madagascar, dans la région de l’Anosy, à mi-chemin entre les districts de Taolanaro et d’Amboasary-Sud.
Il a été créé en 1997.

## Description
Il s’étend sur 76 020 ha à une altitude comprise entre 120 et 1 972 m. Son attrait essentiel est d'être la seule aire protégée malgache à abriter une forêt dense et humide au sud du tropique du Capricorne. Il fait partie depuis 2007 du site du patrimoine mondial des forêts humides de l'Atsinanana.
Trois écosystèmes différents sont présents au niveau du parc, à l'origine d'une grande variété au niveau des paysages, de la faune et de la flore :
- une forêt humide dans sa partie est ;
- un bush épineux dans le sud de la partie ouest ;
- une forêt de transition exceptionnelle entre ces deux formations.

La faune et la flore varient considérablement suivant ces trois formations avec, entre autres, les lémuriens, les oiseaux dont le taux d'éndémicité est de 65 %, de nombreuses espèces de reptiles et d'amphibiens. Les cascades y sont spectaculaires.
Les espèces de lémuriens diurnes dominent cette région, dont Propithecus verreauxi, Eulemur fulvus collaris, Lemur catta...
Le parc national d'Andohahela a été récompensé en 1999 par le British Guild of Travel Writers lors de la foire World travel Markets 99 (WTM) en tant que « Meilleur nouveau projet touristique étranger » de l'année.

## Accès
Il faut emprunter la route nationale 13.
Le parc est localisé dans l’extrême Sud-Est de Madagascar, à 40 km au Nord-Ouest de Fort Dauphin et à 30 km à vol d'oiseau à l'Ouest de l'Océan Indien. Il est situé dans la Région Anosy et chevauche les deux districts de Fort-Dauphin et d’Amboasary-Sud. Il est entouré des villages de Tsimelahy, de Mangatsiaka, de Malio, d’Ihazofotsy et de Manangotry 

## Spécificités du Parc
La diversité biologique de l'extrême Sud-Est de Madagascar. C’est aussi la seule aire protégée de Madagascar présentant une forêt dense humide au sud du Tropique du Capricorne, ce qui est rare au niveau mondial ; ainsi qu’une "formation" de transition entre l’écorégion de l’Est et celle du Sud. C’est un réservoir d’eau considérable, et avec le développement de l’écotourisme, elle représente un grand potentiel économique pour la région.